# Mistrzostwa Polski kadetów w koszykówce mężczyzn

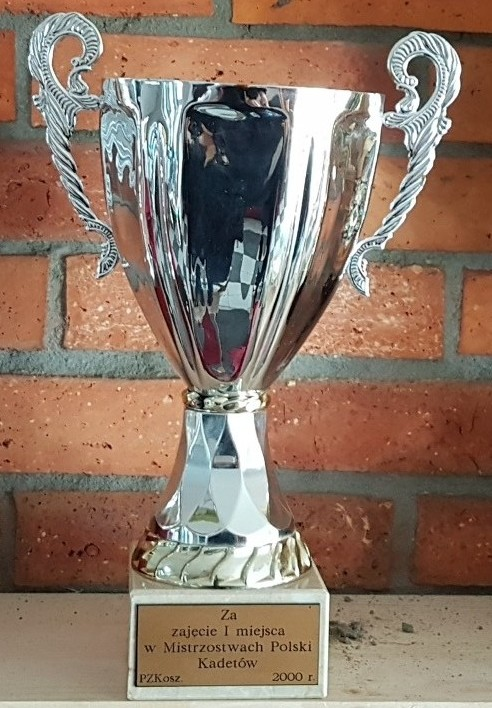
Puchar za mistrzostwo Polski kadetów, uzyskany przez Spójnię Stargard w 2000.

Mistrzostwa Polski kadetów w koszykówce mężczyzn – turniej koszykarski o klubowe mistrzostwo Polski do lat 15. w koszykówce mężczyzn, rozgrywany cyklicznie. W latach 1990–2007 turnieju był rozgrywany w ramach Ogólnopolskiej Olimpiady Młodzieży w Sportach Halowych. Od 1990 do 1992 roku zawody były rozgrywane w kategorii do lat 17.
Z upływem lat zaczęto wybierać też najlepszych zawodników, obrońców, rozgrywających oraz składy turnieju. Wyborów dokonywali trenerzy, sędziowie oraz dziennikarze w dowolnej konfiguracji. Odbywały się one jednak nieregularnie. W większości przypadków zawodnik wybierany MVP turnieju nie jest zaliczany do oficjalnego składu najlepszych zawodników turnieju. Jest wyróżniany osobno.
W czerwcu 2020 Polski Związek Koszykówki obniżył granicę wieku uczestników rozgrywek do lat 15.

## Medaliści
| Sezon |                              |                                     |                                     | MVP turnieju                   |
| U–16  |                              |                                     |                                     |                                |
| 1977  | ŁKS Łódź                     | Kraków OSM*                         |                                     |                                |
| 1978  | ŁKS Łódź                     |                                     |                                     |                                |
| 1979  | WKS Śląsk Wrocław            |                                     |                                     |                                |
| 1980  |                              | Polonia Warszawa                    |                                     |                                |
| 1982  |                              |                                     | Astoria Bydgoszcz                   |                                |
| 1983  |                              | ŁKS Łódź                            |                                     |                                |
| 1984  | ŁKS Łódź                     |                                     |                                     |                                |
| 1985  | Astoria Bydgoszcz            |                                     |                                     |                                |
| 1986  |                              |                                     | ŁKS Łódź                            |                                |
| 1987  |                              |                                     | ŁKS Łódź                            |                                |
| U–17  |                              |                                     |                                     |                                |
| 1990  | Skra Warszawa                | MKS Gdynia                          | Lech Poznań                         |                                |
| 1991  | Gwardia Wrocław              | Zryw Chorzów                        | Polonia Warszawa                    |                                |
| 1992  | AZS Koszalin                 | Zastal Zielona Góra                 | Polonia Warszawa                    |                                |
| U–16  |                              |                                     |                                     |                                |
| 1993  | WKS Śląsk Wrocław            | Stal Ostrów Wielkopolski            | Unia Tarnów                         |                                |
| 1994  | Korona Kraków                | Polonia Warszawa                    | Instal Bialystok                    | Tomasz Kowalik (Korona Kraków) |
| 1995  | Zastal Zielona Góra          | Stal Ostrów Wielkopolski            | Unia Tarnów                         |                                |
| 1996  | Stal Bobrek Bytom            | Aspro Wrocław                       | AZS Lublin                          |                                |
| 1997  | Unia Tarnów                  | Legia Warszawa                      | MKS wrocław                         |                                |
| 1998  | Unia Tarnów                  | ŁKS Łódź                            | Sport Poznański Poznań              |                                |
| 1999  | Basket 2000 Sosnowiec        | Polonia Warszawa                    | MKS Wrocław                         |                                |
| 2000  | Komfort Stargard Szczeciński | Pyra Todmar Poznań                  | Glimar Gorlice                      |                                |
| 2001  | MKS Kusy Szczecin            | MKK Pyra Poznań                     | WKS Śląsk Wrocław                   |                                |
| 2002  | Ósemka Wejherowo             | Polonia Warszawa                    | Odra Wodzisław Śląski               |                                |
| 2003  | Puławski Warszawa            | WKS Śląsk Wrocław                   | Trójka Kosz Szczecin                |                                |
| 2004  | WKS Śląsk Wrocław            | MKK Pyra Poznań                     | Kusy Trójka Kosz Szczecin           |                                |
| 2005  | MKK Pyra Poznań              | UKS Siódemka Sopot                  | Polonia Warszawa                    |                                |
| 2006  | Start Łódź                   | UKS Siódemka Sopot                  | Sportino Inowrocław                 |                                |
| 2007  | SKM Czarni Słupsk            | Sportino Inowrocław                 | Korona Kraków                       |                                |
| 2008  | ŁKS Łódź                     | MOS Pruszków                        | Kasprowicz Inowrocław               | Bartłomiej Bartoszewicz (ŁKS)  |
| 2009  | SKM Zastal Zielona Góra      | WKK Wrocław                         | ŁKS Łódź                            | Tomasz Gielo (SKM Zastal)      |
| 2010  | WKK Wrocław                  | Basket Team Opalenica               | GTK Gdynia                          | Jan Grzeliński (WKK)           |
| 2011  | UKS Kormoran Sieraków        | STK Czarni Słupsk                   | MKK Pyra Poznań                     | Damian Szymczak (UKS)          |
| 2012  | GTK Gdynia                   | UKS GIM92 Ursynów Warszawa          | WKS Śląsk Wrocław                   | Mateusz Stawiak (GTK)          |
| 2013  | MKS Polonia Warszawa         | UKS Siódemka Trefl Sopot            | Basket Team Opalenica               | Szymon Walczak (MKS)           |
| 2014  | WKK Wrocław                  | WKS Śląsk Wrocław                   | TKM Włocławek                       | Mateusz Szczypiński (WKK)      |
| 2015  | UKS Chromik Żary             | Rosa Sport Radom                    | UKS Siódemka Trefl Sopot            | Michał Kępiński (Chomik)       |
| 2016  | UKS Siódemka Trefl Sopot     | Hensfort Niedźwiadki Przemyśl       | TKM Włocławek                       | Sebastian Walda (Siódemka)     |
| 2017  | WKK Wrocław                  | Zastal Fatto Deweloper Zielona Góra | UKS Siódemka Trefl Sopot            | Igor Yoka-Bratasz (WKK)        |
| 2018  | UKS Siódemka Trefl Sopot     | Exact Systems Śląsk Wrocław         | Biofarm Basket Junior Poznań        | Daniel Ziółkowski (Trefl)      |
| 2019  | UKS Gim 92 Ursynów           | Basket Team Opalenica               | Biofarm Basket Junior Poznań        | Antoni Michalski (UKS)         |
| U–15  |                              |                                     |                                     |                                |
| 2020  |                              |                                     |                                     |                                |
| 2021  | GAK Gdynia                   | Exact Systems Śląsk Wrocław         | MKS Grójec                          | Tymoteusz Sternicki (GAK)      |
| 2022  | WKK Wrocław                  | Enea Basket Junior Poznań           | Zastal Fatto Deweloper Zielona Góra | Karol Prochorowicz (WKK)       |
| 2023  | Akademia Koszykówki Komorów  | WKK Wrocław                         | AZS UW-MBA Warszawa                 | Paul Truszczyński (Komorów)    |

(*) – Ogólnopolska Spartakiada Młodzieży

## Nagrody i wyróżnienia

### Składy najlepszych zawodników turnieju
| 1990 - Piotr Szybilski (Skra) - Daniel Stec (Skra) - Dominik Tomczyk (Aspro) 1994 - Tomasz Kowalik (Korona) - Mariusz Dymacz (Korona) 2008 - Michał Sokołowski (MOS) - Michał Michalak (ŁKS) - Przemysław Karnowski (Kasprowicz) 2009 - Michał Michalak (ŁKS) - Jakub Koelner (WKK) - Filip Matczak (SKM Zastal) - Michał Pietrzak (TKM Włocławek) - Piotr Niedźwiedzki (WKK) 2010 - Norman Zuber (WKK) - Mikołaj Stopierzyński (Basket) - Albert Krawiec (Basket) - Michał Wielechowski (MKK) - Kacper Radwański (GTK) 2011 - Kamil Zywert (UKS) - Wojciech Jakubiak (STK) - Marek Walczak (MKK) - Kamil Czosnowski (UKS) - Damian Jeszke (Novum) 2012 - Kamil Zywert (UKS) - Paweł Krefft (GTK) - Jakub Nizioł (WKS) - Mikołaj Serbakowski (WKK) - Artur Podgórski (GTK) 2013 - Mateusz Moczulski (MKS Smyk) - Patryk Stankowski (Basket) - Jakub Mijakowski (MKS) - Karol Majchrzak (UKS) - Maciej Bender (MKS) 2014 - Michał Jędrzejewski (WKK) - Jakub Musiał (WKS) - Tomasz Żelaźniak (WKS) - Maciej Waraczyński (MKK) - Olaf Wysocki (UKS) | 2015 - Łukasz Kolenda (Trefl) - Dawid Golus (Rosa) - Przemysław Gołek (MKS Pruszków) - Mikołaj Krakowiak (Rosa Sport Radom) - Konrad Dawdo (UKS Chromik) 2016 - Konrad Kolka (UKS Siódemka Trefl Sopot) - Maksymilian Motel (UKS Jagiellonka Warszawa) - Marcin Woroniecki (TKM Włocławek) - Patryk Pułkotycki (UKS Siódemka Trefl Sopot) - Szymon Janczak (Hensfort Niedźwiadki Przemyśl) 2018 - Nikodem Czoska (UKS Siódemka Sopot) - Kacper Marchewka (Exact Systems Śląsk Wrocław) - Michał Mindowicz (Exact Systems Śląsk Wrocław) - Kacper Gordon (Polonia Warszawa) - Szymon Sobiech (Biofarm Basket Junior Poznań) 2019 - Szymon Kołakowski (UKS Gim 92 Ursynów Warszawa) - Aleksander Wiśniewski (Biofarm Basket Junior Poznań) - Bartosz Sitek (MKS Ochota Warszawa) - Mateusz Jakubiak (Basket Team Opalenica) - Jan Jakubiak (Basket Team Opalenica) 2021 - Bartosz Mońko (GAK Gdynia) - Daniel Kośnik (GAK Gdynia) - Bartosz Ptak (Exact Systems Śląsk Wrocław) - Iwo Baganc (Enea Basket Junior Poznań) - Filip Poradzki (MKS Grójec) 2022 - Jakub Galewski (WKK Wrocław) - Patryk Buława (Enea Basket Junior Poznań) - Mateusz Roszczka (Enea Basket Junior Poznań) - Jakub Kowacki (Zastal Fatto Deweloper Zielona Góra) - Kacper Król (MUKS Pivot Piastów) 2023 - Ksawery Łągwa (Poznań) - Franciszek Boruciński-Hrycyk (Warszawa) - August Chałupa (WKK) - Borys Szopa (WKK) - Rafał Budysz (Komorów) |

### Najlepszy obrońca
- 1994 -   Marcin Maniek (Korona Kraków)

- 2019 – Jakub Więckowski (Zastal Fatto Deweloper Zielona Góra)

### Najlepszy podkoszowy zawodnik turnieju finałowego
- 2021 – Kacper Ambroziak (Exact Systems Śląsk Wrocław)[2]

### Najlepszy rozgrywający turnieju finałowego
- 2021 – Cezary Zabrocki (GAK Gdynia)[2]

## Liderzy statystyczni
Liderzy strzelców
- 2019 – Aleksander Wiśniewski (Biofarm Basket Junior Poznań)

## Składy medalistów
| Sezon | | | |
| 2008  | ŁKS Łódź Kaczmarek, Kuczmera, Grapow, Bartłomiej Bartoszewicz, Grodzki, Wiaderny, Michał Michalak, Binkowski, Fokczyński, Kuźniarek, Pełka, Paradowski | MOS Pruszków Dziewanowski, Jakub Romanowicz, Kuligowski, Konrad Migdalski, Tomasz Duniec, Daniel Jastrzębski, Wołoszm, Michał Sokołowski, Maciej Adamczewski, Poniatowski, Tybora, Szczurkowski                                                                                     | Kasprowicz Inowrocław Nowaczyk, Budzyński, Sparniuk, Bartosz Ławiński, Krzysztof Kozłowski, Danielewski, Pawłowski, Dębowski, Przemysław Karnowski, Pietrzak, Rychłowski, Mużyński                                                                                       |
| 2009  | SKM Zastal Zielona Góra Filip Matczak, Tomasz Gielo, Sirjatowicz, Jakub Dybek, Andrejczuk, Krawczyk, Zyndram Mehmeti, Mateusz Mruk, Radosław Trubacz, Jarosław Michalewicz, Wroński, Michał Kopij                                                                     | WKK Wrocław Piotr Niedźwiedzki, Jakub Koelner, Kamil Berezowski, Daniel Szymkiewicz, Jakub Kilian, Wojciech Markowski, Jan Grzeliński, Dominik Martyniak, Tomasz Józefiak, Błaszczyk, Tratkowski                                                                                    | ŁKS Łódź Michał Michalak, Aleksander Leńczuk, Arkadiusz Świt, Kowalczyk, Kucharek, Kisiel, Michał Janas, Paluch, Kaczmarek, Krześlak, Dawid Morawiec |
| 2010  | WKK Wrocław Daniel Szymkiewicz, Michał Głuchowicz, Kajetan Zakrzewski, Mateusz Gaweł, Adam Mazur, Filip Nowicki, Filip Struski, Norman Zuber, Leszek Pyszkowski, Wojciech Kubiak, Jan Grzeliński, Jakub Miszkowski                                                    | Basket Team Opalenica | GTK Gdynia |
| 2011  | UKS Kormoran Sieraków Grzegorz Demski, Szymon Grzbieta, Karol Tomczak, Bartosz Kaczmarek, Szymon Lubik, Bartłomiej Pawlak, Rafał Kotowski, Marek Zywert, Kamil Zywert, Filip Pruefer, Jakub Fiszer, Damian Szymczak                                                   | STK Czarni Słupsk Bartosz Lewandowski, Damian Gulbitowicz, Paweł Czerniawski, Przemysław Fuks, Patryk Granicki, Marcin Doluk, Bartosz Zil, Bartosz Spregel, Paweł Młynarczyk, Kamil Hanke, Wojciech Jakubiak, Dawid Rypiński                                                        | MKK Pyra Poznań Adam Przymus, Bartosz Rodziewicz, Marek Idziorek, Paweł Idziak, Maciej Pietrusiński, Roman Jańczyk, Jakub Szczepański, Jarosław Kaźmierczak, Piotr Błaszczyk, Hubert Łoś, Gracjan Siudziński, Damian Antczak, Max Drosik, Szymon Michalik, Marek Walczak |
| 2012  | GTK Gdynia Jakub Burandt, Krystian Chamerka, Kamil Grzywa, Dominik Kraszkiewicz, Paweł Krefft, Jakub Nowaczek, Aleksander Nuszel, Michał Penkala, Artur Podgórski, Jakub Radacki, Filip Radziszewski, Mateusz Stawiak, Jędrzej Szymański, Michał Zdonek               | UKS GIM92 Ursynów Warszawa Jakub Karwowski, Adrian Leszczyñski, Jan Stanisław Bielecki, Oskar Blaszkiewicz, Piotr Pawłowski, Jakub Skalski, Bogdan Repeka, Szymon Szymański, Kamil Zywert, Mateusz Strzelec, Michał Stachowicz, Wojciech Majchrzak, Marek Zywert, Paweł Szymanowski | WKS Śląsk Wrocław Adam Choromański, Michał Kamberski, Konrad Dubiel, Jakub Nizioł, Mikołaj Górniaczyk, Dawid Kołkowski, Leo Junger, Marcin Skorek, Igor Dudek, Marcel Kliniewski, Jan Poniatowski, Marc-Oscar Sanny, Konrad Orzechowski, Krzysztof Chruściel, A. Stawski |
| 2013  | MKS Polonia Warszawa Szymon Walczak, Jakub Mijakowski, Filip Kołakowski, Marcin Wiszomirski, Maciej Bender, Olaf Wysocki, Damian Borowiec, Franciszek Russek, Filip Adamek, Jakub Mucha, Dawid Bogusz, Oskar Janusz Meljon, Michał Kierlewicz                         | UKS Siódemka Sopot Wiktor Sewioł, Karol Majchrzak, Michał Kolenda, Damian Ciesielski, Kamil Samson, Łukasz Kolenda, Jakub Zaszewski, Adam Piotrowski, Iwo Jankowiak, Jonatan Wyszkowski, Paweł Samson, Mikołaj Wirkijowski, Cezary Grzybowski                                       | Basket Team Opalenica Hubert Stopierzyński, Michał Skrzypek, Mateusz Kaczmarek, Mikołaj Kurpisz, Jakub Piątek, Arkadiusz Trojanowski, Patryk Stankowski, Filip Fabian, Dawid Gruszczyński, Wiktor Król, Mateusz Ziobro                                                   |
| 2014  | WKK Wrocław Mateusz Szczypiński, Michał Jędrzejewski, Dominik Rutkowski, Jakub Kobel, Kamil Fiedukiewicz, Cezary Kurek, Maciej Jaremkiewicz, Jakub Wnorowski, Dawid Oleksiński, Mateusz Sularz, Fryderyk Matusiak, Dawid Arendarski                                   | WKS Śląsk Wrocław Tomasz Żeleźniak, Dominik Wilczek, Jakub Krzyczmonik, Jakub Musiał, Michał Jodłowski, Łukasz Łaszczuk, Szymon Mielniczuk, Jakub Zdeb, Damian Ostrowski, Maciej Waleńdzik, Marcin Szczubełek, Jakub Kamberski, Łukasz Uberna                                       | TKM Włocławek Dorian Frontczak, Michał Cieślewicz, Stefan Marchlewski, Adrian Ręgocki, Rafał Komenda, Ignacy Grochowski, Gabriel Orzelski, Adam Zboiński, Grzegorz Nowakowski, Michał Kłódkowski, Jakub Tuszyński, Kamil Dutkiewicz                                      |
| 2015  | UKS Chomik Żary Maciej Leszczyński, Konrad Dawdo, Michał Kępiński, Daniel Dawdo, Dominik Pawiński, Dawid Bielicki, Arkadiusz Szkudlarek, Michał Nowicki, Jakub Pawiński, Jakub Koczan, Radosław Skubiński, Michał Karpiński, Bartosz Sitko, Igor Mróz, Adrian Szklarz | Rosa Radom Kamil Waniewski, Mikołaj Krakowiak, Konrad Nowik, Kacper Rojek, Norbert Ziółko, Patryk Lis, Marcin Lewandowski, Dawid Golus, Jakub Płatos, Krystian Nowakowski, Szymon Bernasiak, Błażej Sowa, Bartłomiej Żuk, Aleksander Wolszczak                                      | UKS Siódemka Trefl Sopot Sebastian Walda, Łukasz Kolenda, Wiktor Kujtkowski, Michał Mochnacz, Łukasz Zander, Michał Pawlak, Łukasz Szopiński, Mikołaj Stankiewicz, Kacper Pokojski, Dominik Groth, Patryk Pułkotycki, Jacek Łoński                                       |
| 2016  | UKS Siódemka Trefl Sopot Konrad Kolka, Daniel Sarr Malinowski, Sebastian Walda, Michał Pawlak, Jakub Chojęta, Patryk Pułkotycki, Dominik Groth, Michał Mochnacz, Michał Gąsiorowski, Jacek Łoński, Mateusz Bronk, Paweł Jaszczerski                                   | Hensfort Przemyśl Kacper Walciszewski, Wiktor Karpiński, Jakub Complak, Szymon Janczak, Rafał Serwański, Paweł Strzępek, Bartosz Kosior, Wiktor Słaby, Łukasz Pawłoś, Michał Olszański, Jakub Kucharski, Szymon Prusak                                                              | TKM Włocławek Adam Piątek, Wojciech Balcerkowski, Marcel Afeltowicz, Stanisław Pytel, Przemysław Zygmunciak, Dawid Nikleniewicz, Marcin Woroniecki, Jakub Chosa, Miłosz Markowski, Igor Wiliński, Filip Drozdowski                                                       |
| 2017  | WKK Wrocław Aleksander Lentka, Tomasz Madejski, Kacper Błasiak, Aleksander Łańcucki, Artur Krzyżyński, Jan Zieniewicz, Jakub Król, Marcin Brysz, Mateusz Kaszowski, Igor Yoka-Bratasz, Szymon Eitelthaler, Mateusz Bielecki                                           | Zastal Fatto Deweloper Zielona Góra Mateusz Chałupka, Martin Szymański, Jakub Morgiel, Edwin Mackiewicz, Jan Gawlik, Łukasz Szpakowski, Miłosz Góreńczyk, Konrad Szymański, Mikołaj Siminski, Wojciech Dymiński, Michał Siminski, Marcin Matkowski                                  | UKS Siódemka Trefl Sopot Iwo Olender, Benjamin Didier-Urbaniak, Wojciech Dzierżak, Maciej Danielewicz, Tymon Szymański, Łukasz Klawa, Błażej Kulikowski, Kacper Czuba, Michał Gąsiorowski, Tomasz Urban, Sebastian Rompa, Maciej Milun                                   |
| 2018  | UKS Siódemka Trefl Sopot Filip Cebula, Nikodem Czoska, Piotr Jurkowski, Daniel Ziółkowski, Piotr Lis, Kamil Kulik, Michał Lis, Karol Kołodziejczyk, Olaf Perzanowski, Igor Milićić, Hubert Łałak, Wiktor Jaszczerski                                                  | Exact Systems Śląsk Wrocław Michał Mindowicz, Roch Krawczyk, Wojciech Siembiga, Marek Mitman, Andrzej Jaworski, Patryk Przybyłek, Kacper Burakiewicz, Mikołaj Styczeń, Maksymilian Wilczek, Damian Rabsztyn, Anton Azimka, Kacper Marchewka                                         | Biofarm Basket Junior Poznań Krzysztof Jaroszewski, Wit Szymański, Jan Szuba, Wojciech Tomaszewski, Jan Kaczmarek, Igor Burzyński, Krzysztof Kruszyński, Aleksander Wiśniewski, Adam Piotrowski, Iwo Maćkowiak, Szymon Sobiech, Patryk Zając                             |